# Gabriel Rybar Blos
Gabriel Rybar Blos, mais conhecido como Gabriel, (Marques de Souza, 28 de fevereiro de 1989), é um ex-futebolista brasileiro que atuava como lateral-direito. Teve de encerrar sua carreira precocemente por conta de um grave problema no joelho esquerdo.
Ao longo dos últimos anos, Gabriel passou por cinco procedimentos cirúrgicos para sanar um problema no joelho. Em uma das recuperações, contraiu uma grave infecção, fato que lhe trouxe complicações severas. Mesmo sem condições sequer de treinar, o atleta foi "abraçado" pelo clube gaúcho, que lhe ofereceu tratamento e um salário simbólico. Curiosamente, Gabriel é frequentemente requisitado por Renato Gaúcho para estar entre os colegas, em algumas ocasiões inclusive concentrando junto ao grupo, em função de sua personalidade e de seu exemplo de força de vontade. Apesar das dificuldades, o atleta sonha em voltar a jogar futebol profissionalmente. Em março de 2018, 4 anos e 5 meses depois de sofrer a primeira lesão, voltou a treinar com bola, abrindo margem para um possível retorno, mas sem sucesso.

## Carreira

### Pato Branco-PR
Gabriel foi revelado pelo Pato Branco do Paraná, jogou o campeonato Campeonato Paranaense de Futebol
de 2009, onde teve destaque a chamou a atenção do Lajeadense.

### Lajeadense
No Lajeadense, Gabriel jogou o Campeonato Gaúcho de 2010 até 2012, onde foi um dos destaques da equipe.

### Rio Branco-AC
Após o final do Gauchão de 2012, Gabriel foi emprestado ao Rio Branco do Acre, para reforçar o clube no Campeonato Brasileiro de Futebol - Série D e na Copa do Brasil de Futebol de 2012, mas não teve bom desempenho na equipe, e acabou retornando à Lajeadense.

### Retorno ao Lajeadense
No seu retorno ao Lajeadense, para jogar o Campeonato Gaúcho de 2013, Gabriel viveu o seu melhor momento na carreira, tendo sido destaque da equipe que foi vice-campeã gaúcha de 2013. Nesse ano, Gabriel fez parte da Seleção do Campeonato Gaúcho. Suas atuações despertaram o interesse de várias equipes do Brasil, principalmente do Grêmio, que o contratou após o fim do Gauchão.

### Grêmio
No Grêmio, Gabriel foi contratado por empréstimo até o final de 2013. Sua estreia foi no dia 1 de junho, contra o Santa Fe da Colômbia, pela Libertadores de 2013, na Arena do Grêmio.
Após contrair uma lesão no joelho, ainda em 2013, Gabriel enfrentou uma série de complicações por conta das intervenções cirúrgicas que realizou. Com contrato por empréstimo apenas até o final daquele ano, e praticamente sem interesse gremista na sua contratação em definitivo, o jogador deveria ser liberado do clube ainda em 2013. Entretanto, a lesão tomou proporções tão grandes após as complicações da cirurgia que o clube gaúcho acabou aumentando a estadia do jogador no clube.
A situação de Gabriel comoveu o grupo de jogadores e a diretoria do Grêmio, que o manteve no grupo. Em dezembro de 2016, quando o Grêmio iria decidir a Copa do Brasil contra o Atlético/MG, Gabriel inclusive foi convocado pelo técnico Renato Gaúcho para fazer parte da concentração gremista. Após a vitória do clube gaúcho, Gabriel foi um dos que subiram no pódio para levantar a taça, junto com o capitão Maicon e o goleiro Marcelo Grohe.
Em 7 de dezembro de 2016, foi anunciada a renovação do contrato do zagueiro junto ao Grêmio até 2019, concretizando assim a contratação em definitivo do jogador pelo Grêmio. Em 2017 o atleta chegou a treinar entre os profissionais, mas novamente por dores no joelho, foi afastado.

## Títulos
Rio Branco
- Campeonato Acriano: 2012

Grêmio
- Copa do Brasil: 2016
- Copa Libertadores: 2017
- Recopa Sul-Americana: 2018
- Campeonato Gaúcho: 2018 e 2019.
- Recopa Gaúcha: 2019.

Títulos Individuais
- Seleção do Campeonato Gaúcho: 2013